# Васил-Друмев
Васил-Друмев (болг. Васил Друмев) — село в Болгарии. Названо в честь епископа Васила Друмова, деятеля болгарского национального возрождения. Находится в Шуменской области, входит в общину Шумен. Население составляет 312 человек.

## Политическая ситуация
Васил-Друмев подчиняется непосредственно общине и не имеет своего кмета.
Кмет (мэр) общины Шумен — Красимир Благоев Костов (Болгарская социалистическая партия (БСП)) по результатам выборов.